# Orthaltica capensis
Orthaltica capensis es una especie de insecto coleóptero de la familia Chrysomelidae. Fue descrita en 1993 por Andrews & Gilbert.